# Алмазов, Николай Георгиевич
Николай Георгиевич Алмазов (1891, Калуга — 1937, Москва) — советский партийный и государственный деятель. Первый председатель Калужского горсовета (июнь 1918—1919). Член РСДРП с 1913 года.
Участник Первой мировой войны. После Октябрьской революции — председатель Совета депутатов в г. Староконстантинов, член ревкома 11-й армии. Делегат III Всероссийского съезда Советов. После демобилизации — рабочий-литограф в Калуге.
В 1918—1919 председатель Калужского городского Совета. В июне-августе 1919 на фронте (вернулся в Калугу по болезни). В 1919—1921 председатель горкома РКП(б) и военный комиссар Калужской губернии.
С 15 мая 1922 по 20 декабря 1924 военный комиссар Москвы и Московской губернии. Потом находился на учёбе.
В 1930-е гг. работал в полиграфической промышленности. Последняя должность — управляющий трестом «Полиграфкнига» Наркомата просвещения РСФСР.
Арестован 26 августа 1937 года, 30 декабря приговорён к расстрелу и в тот же день расстрелян на полигоне Бутово-Коммунарка.